# Robert Fico
Robert Fico (pronunciació: [ˈfitsɔ]) (Topoľčany, 15 de setembre de 1964) és un polític eslovac, actual primer ministre d'Eslovàquia des de l'octubre del 2023, càrrec que també va exercir de 2006 a 2010 i de 2012 a 2018. Ha estat el líder del partit Direcció - Socialdemocràcia des de 1999. Elegit per primera vegada al Parlament el 1992 (encara que dins de Txecoslovàquia), va ser nomenat més tard al Consell d'Europa.

## Biografia
Després de les eleccions legislatives eslovaques de 1998, el Partit de l'Esquerra Democràtica (SDL) va formar part d'un ampli govern de coalició pro-mercat i pro-europea encapçalat per Mikuláš Dzurinda de la Coalició Democràtica Eslovaca (SDK) amb SDL, l'Aliança Hongaresa (SMK) i el Partit de l'Entesa Cívica (SOP) canviant la direcció del partit, i les tensions internes sobre la ideologia del partit van provocar l'escissió de Robert Fico, que va formar Direcció (Smer), que en 2005 va absorbir el SDL i l'Alternativa Socialdemòcrata, modificant tant el nom, que va passar a ser Direcció – Socialdemocràcia (Smer-SD), com l'alineació política cap al centreesquerra.

### Primer mandat com a primer ministre d'Eslovàquia
Fico va liderar la victòria del seu partit a les eleccions legislatives eslovaques de 2006 després d'una campanya centrada a revertir les reformes d'austeritat profundament impopulars dins dels sectors de la salut i l'educació impulsades pels llavors ministres Rudolf Zajac i Martin Fronc del Moviment Democràtic Cristià. Fico va formar un govern de coalició amb el Partit Popular (HZDS) de Vladimír Mečiar i el Partit Nacional Eslovac (SNS) de Ján Slota.
Durant el seu govern, Eslovàquia va entrar a la zona euro l'1 de gener de 2009, però el país es va veure afectat per la crisi financera mundial que va provocar una gran desacceleració de l'economia eslovaca pel descens de les exportacions del 15,6% i una caiguda de la producció industrial del 9,2% fins al novembre de 2008, el descens més fort de la història.

### Primer pas a l'oposició
A les eleccions celebrades el 12 de juny de 2010, Direcció - Socialdemocràcia obtingué un 34,79% dels sufragis, tanmateix el Partit Nacional Eslovac i el Moviment per una Eslovàquia Democràtica (HZDS) van obtenir mals resultats, amb cap escó per a HZDS. Com a conseqüència de tot plegat, la coalició de centredreta formada pels liberals Llibertat i Solidaritat (SaS), el Moviment Democràtic Cristià (KDH), el partit dels hongaresos Most-Híd i el mateix SKDÚ-DS va poder formar una majoria al parlament, amb 79 escons de 150. Després que Fico demostrés ser incapaç de formar govern, el president Ivan Gašparovič li demanà a Iveta Radičová, com a líder del partit més gran de l'oposició, que formés govern, el 23 de juny del 2010. Radičová va assumir el càrrec de primera ministra, sent la primera dona a Eslovàquia a assolir aquest càrrec, el 8 de juny de 2010, liderant un govern de coalició de SDKU-DS, SaS, KDH, i Most-Híd.

### Segon mandat com a primer ministre d'Eslovàquia
Després d'una moció de confiança contra el gabinet d'Iveta Radičová, Fico va ser reelegit com a primer ministre amb una victòria aclaparadora a les eleccions legislatives eslovaques de 2012, en les quals va aconseguir 83 escons enmig d'un important escàndol de corrupció que va implicar polítics locals de centredreta i va formar un govern amb majoria absoluta al parlament, el primer des de 1989. El 2013, Fico va declarar oficialment la seva candidatura a les eleccions presidencials de 2014, que va perdre contra el seu rival polític Andrej Kiska en la segona ronda de votació el 29 de març.
El 17 de març de 2016, després de les eleccions legislatives eslovaques de 2016, en les què Direcció – Socialdemocràcia (Smer-SD) del primer ministre Fico perdé la majoria absoluta, aquest presentà al president Kiska un govern de coalició amb el Partit Nacional Eslovac (SNS), Most-Híd i Sieť, que disposava de 85 dels 150 escons.

### Dimissió
El 15 de març de 2018, arran de la crisi política després de l'assassinat del periodista Ján Kuciak quan estava treballant en una història que vinculava la corrupció política d'alt nivell a Eslovàquia amb la màfia italiana, Fico va presentar la seva renúncia al president Andrej Kiska, qui llavors formalment va encarregar al viceprimer ministre Peter Pellegrini la formació d'un nou govern.

### Tercer mandat com primer ministre d'Eslovàquia
El partit de Fico, Direcció - Socialdemocràcia va obtenir la majoria de vots a les eleccions legislatives eslovaques de 2023 amb el 22,95% dels vots i 42 escons. Fico va formar majoria parlamentària signant un acord de govern de coalició amb el partit d'esquerres Hlas-SD i l'ultranacionalista Partit Nacional Eslovac. Fico va aturar completament l'ajuda militar a Ucraïna en la guerra russo-ucraïnesa i va instar a iniciar converses de pau.
El 15 de maig de 2024 Fico fou ferit per una arma de foc a la localitat de Handlová per un escriptor eslovac Juraj Cintula, i transportat a un hospital, sobrevivint a les ferides. L'atemptat hauria tingut una motivació política.
El 2024, el govern es va enfrontar a una vaga de metges per millorar les condicions. Més de 3.300 metges van presentar la seva renúncia i el ministre de Salut, Kamil Šaško, va considerar declarar l'estat d'emergència als districtes amb les taxes de renúncia més altes. Finalment, el govern va signar un acord amb el sindicat de metges amb moltes concessions.